# Прапор Клина
Міський округ Клин Московської області Росії має власний герб та прапор, які є офіційними символами міста.

## Історія
Перша версія міського прапора була ухвалена 25 листопада 1998 року, сучасний варіант герба ухвалено 30 березня 2007 року.

## Опис
Прямокутне біле полотнище з співвідношенням ширини до довжини 2:3 яке несе посередині зображення листоноші, що скаче верхи на коні в кольорах, які відповідають кольорам героя міста.
Розвитком міста було визначено що протягом століть місто було важливим стратегічним пунктом на шляху з Москви у Великий Новгород, зокрема у місті був розвинутий поштовий промисел. Статусна корона вказує на місто як колишню столицю удільного князівства – вотчину тверського князя Костянтиина Михайловича (1306 – близько 1346) та його синів.
Золото – символ багатства, стабільності, поваги та сонячного тепла. Срібло – символ чистоти, досконалості, мира та взаєморозуміння. Червоний колір – символ мужності, сили праці, краси та свята. Зелений колір – символ природи, молодості, здоров’я, життєвого росту. Чорний колір – символ мудрості, скромності, вічності буття.